# Gelderländare
Gelderländaren är tillsammans med Groningen, den hästras som utgör grunden i Holländskt varmblod. Dessa tre raser tillsammans utgör grunden i hela Nederländernas uppfödning, då förutsättningarna för hästavel inte är de bästa i ett så litet land. 

## Historia
Syftet med att avla fram Gelderländarna var att få fram lite tyngre körhästar som ändå var smidiga och med bra aktion som även skulle kunna arbeta inom jordbruket och användas som ridhästar om det behövdes. Aveln startade i början av 1800-talet i området Gelderland i Nederländerna. Utgångspunkten var vanliga inhemska lantston och om försöket lyckades skulle en eventuell ridtyp utvecklas. 
Till skillnad från många uppfödare i hela världen så lade uppfödarna nästan all vikt vid att hästarna skulle få ett gott lynne. Man förädlade däremot rasen med en otrolig mängd olika raser. Utmärkande var dock Cleveland Bay, Arabiskt fullblod, Angloarab, Oldenburgare, Nonius, Furioso och Orlovtravare. Även halvblodshästar från England, Polen och Ungern användes. Av dessa avkommor tog man de bästa för att få en ganska enhetlig typ. 
Efter några år med ganska selektiv avel blandade man in ännu mer blod från Frieserhästar och Oldenburgare. År 1900 förbättrades Gelderländarens rörelser med hjälp av en Hackneyhingst.

## Egenskaper

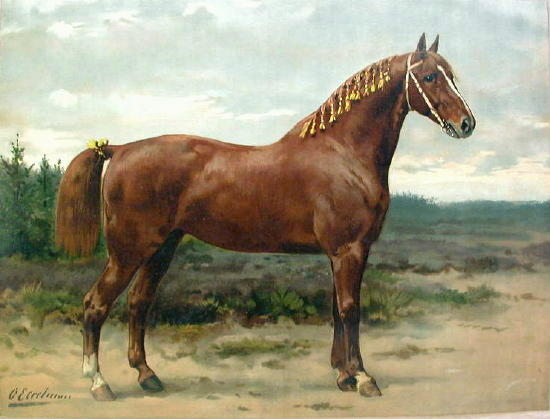
En målning av en Gelderländare från 1898, målad av Otto Eerelman.

Dagens Gelderländare är stora, pampiga vagnshästar med ett ganska ädelt utseende till trots. Till skillnad från andra stora, tunga vagnshästar har de inget hovskägg. Hästarna är alltid fux, i enstaka få fall har skimlar fötts men de får ibland inte registreras. Ofta har de stora vita tecken, bland annat bläsar eller vita ben. Gelderländaren har fått stora internationella framgångar inom tävlingskörning. En del används även som stora viktbärande ridhästar och även om de inte gör det så bra så finns det de som hoppar lite.